# Anagaksik
Anagaksik (in lingua aleutina Anagaxsax) è una piccola isola disabitata delle isole Andreanof, nell'arcipelago delle Aleutine, e appartiene all'Alaska (USA). Si trova 6,4 km a est di Umak; è lunga 1,6 km e ha un'altezza massima di 149 m.
È stata registrata con questo nome dal capitano Teben'kov della Marina imperiale russa nel 1852.